# Blanche Sweet
Sarah Blanche Sweet (18 de junho de 1896 - 6 de setembro de 1986) foi uma atriz americana de  cinema mudo, que iniciou sua carreira nos primeiros dias da indústria cinematográfica de  Hollywood .

## Primeiros dias
Nascida Sarah Blanche Sweet (embora o primeiro nome Sarah raramente fosse usado ) em Chicago, Illinois em 1896, filha de Pearl, dançarina e Gilbert Sweet, comerciante de vinhos. Sua mãe morreu quando  Blanche era ainda criança. Foi criada por sua avó materna, Cora Alexander.
Blanche teve seus primeiros papéis quando criança. Aos quatro anos excursionou em uma peça chamada "The Battle of the Strong" com Maurice Barrymore.
Uma década depois, Sweet atuou com o filho de Barriomore,  Lionel, em um filme dirigido por DW Griffith . Em 1909, começou a trabalhar no  Biograph Studios, sob contrato com o diretor DW Griffith. Em 1910, ela se tornou uma rival de Mary Pickford, que também havia começado através de Griffith no ano anterior.

## Rumo ao estrelato

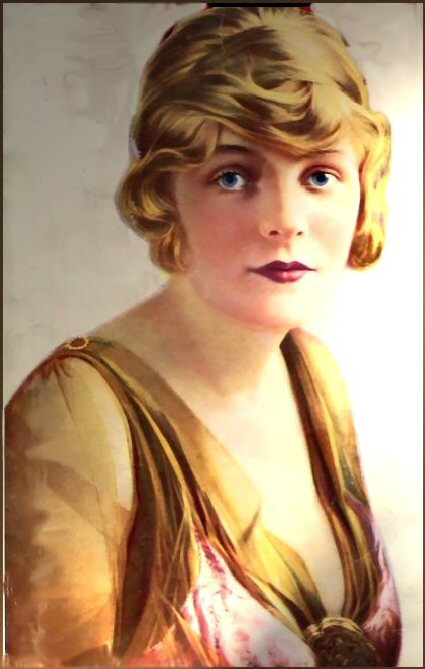
Photoplay imagem da capa de Blanche Sweet, abril 1915

Sweet era conhecida por seus papéis energéticos e independentes, em desacordo com o tipo "ideal" de  Griffith de feminilidade vulnerável, geralmente frágil. Depois de muitos papéis principais, seu primeiro filme de referência foi o thriller de 1911 de Griffith, "The Lonedale Operator".  Em 1913, ela estrelou o primeiro longa metragem de Griffith, "Judith of Bethulia". Em 1914, Sweet foi inicialmente escalada por Griffith para o papel de Elsie Stoneman em seu épico "The Birth of a Nation, mas o papel acabou sendo dado à atriz rival  Lillian Gish. Nesse mesmo ano, Sweet se separou de Griffith e se juntou à  Paramount (então Famous Players-Lasky).
Ao longo da década de 1910 Sweet continuou sua carreira atuando em vários papéis de destaque em filmes e permaneceu como uma protagonista popular. Ela costumava estrelar filmes de  Cecil B. DeMille e Marshall Neilan, e era reconhecida pelos principais críticos de cinema da época como uma das principais atrizes da era do cinema mudo. Foi durante seu trabalho com Neilan que os dois começaram um romance, que provocou o divórcio de Neilan da ex-atriz Gertrude Bambrick. Sweet e Neilan se casaram em 1922. A união terminou em 1929, com Sweet acusando Neilan de adultério.

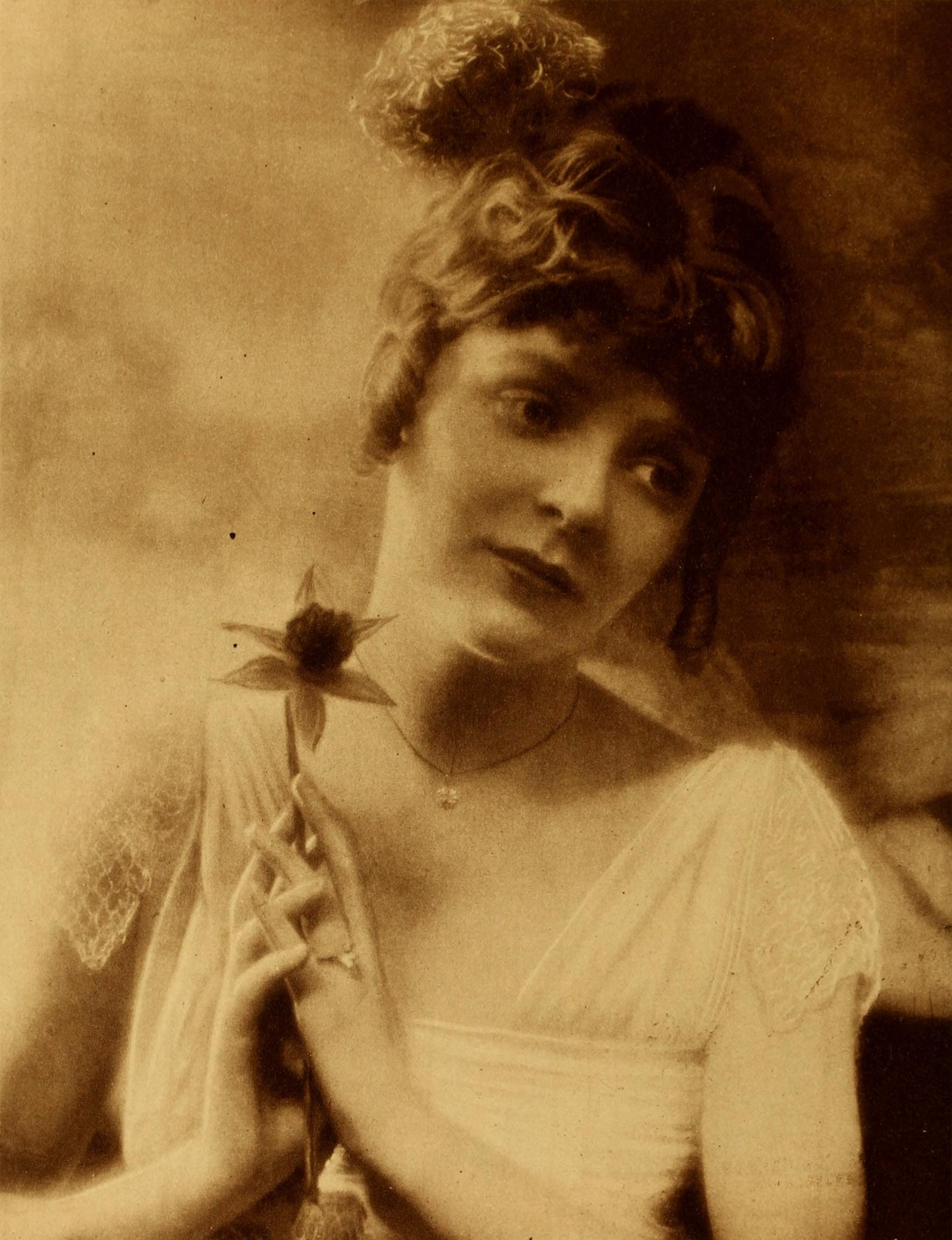
Sweet, na Photoplay em 1918

No início da década de 1920, a carreira de Sweet continuou a prosperar e ela estrelou a primeira versão cinematográfica de "Anna Christie" em 1923. O filme também é a primeira peça de  Eugene O'Neill a ser transformada em filme. Nos anos seguintes, ela estrelou "Tess of the d'Ubervilles" e "The Sporting Venus", ambos dirigidos por Neilan. Sweet em seguida começou uma nova fase de sua carreira, como uma das maiores estrelas do novo estúdio MGM.

## Filme falado e carreira posterior
A carreira de Sweet foi abalada com o advento do cinema falado. Sweet fez apenas três filmes falados, incluindo seu desempenho elogiado pela crítica em "Show Girl in Hollywood" de 1930, antes de se aposentar das telas no mesmo ano, ao se casar com o ator Raymond Hackett em 1935 . O casamento durou até a morte de Hackett em 1958.
Sweet passou o resto de sua carreira atuando no rádio e em papéis secundários na  Broadway . Eventualmente, sua carreira em ambos os campos se esgotou e ela começou a trabalhar em uma loja de departamentos de  Los Angeles . No final da década de 1960, seu legado de atriz foi revivido quando os estudiosos de cinema a convidaram para receber um prêmio pelo reconhecimento de seu trabalho na Europa.
Em 1980, Sweet foi uma das muitas estrelas do cinema mudo sobreviventes a serem entrevistadas no documentário de Kevin Brownlow sobre a era do cinema mudo de Hollywood.
Sweet foi o tema de um documentário de 1982 de Anthony Slide, "Portrait of Blanche Sweet", no qual ela fala de sua carreira. foi realizada uma homenagem a Blanche Sweet no Museu de Arte Moderna de New York. Miss Sweet apresentou seu filme de 1925, "The Sporting Venus".

## Morte
Sweet morreu de um  derrame na cidade de Nova York em 6 de setembro de 1986, apenas algumas semanas após seu aniversário de 90 anos. Suas cinzas foram espalhadas pelo Jardim Botânico do Brooklin .